# Arthrocnodax annulatus
Arthrocnodax annulatus är en tvåvingeart som först beskrevs av Ephraim Porter Felt 1907.  Arthrocnodax annulatus ingår i släktet Arthrocnodax och familjen gallmyggor. Inga underarter finns listade i Catalogue of Life.